# La Roche-Mabile
La Roche-Mabile ist eine französische Gemeinde mit 162 Einwohnern (Stand 1. Januar 2022) im Département Orne in der Region Normandie; sie gehört zum Arrondissement  Alençon und zum Kanton Damigny. Der Ort liegt um Ufer des Flusses Sarthon.
Die Gemeinde liegt im Regionalen Naturpark Normandie-Maine.

## Geschichte
La Roche-Mabile ist eine Gründung der Mabile de Bellême († 1082) aus dem Haus Bellême.

### Bevölkerungsentwicklung
- 1962: 228
- 1968: 194
- 1975: 173
- 1982: 163
- 1990: 154
- 1999: 150
- 2007: 139